# Ulderico Antonio Carnaghi
Ulderico Antonio Carnaghi (Mar del Plata, 28 de diciembre de 1925-El Bolsón, 7 de agosto de 1977) fue un militar argentino, perteneciente a la Fuerza Aérea. Se desempeñó como gobernador de facto de la provincia de Santa Cruz desde 1976 hasta su fallecimiento en 1977, durante la dictadura autodenominada «Proceso de Reorganización Nacional».

## Biografía
Nacido en Mar del Plata (provincia de Buenos Aires) en 1925, ingresó a la Escuela de Aviación Militar en 1943, egresando como alférez de la Fuerza Aérea Argentina en 1946.
A lo largo de su carrera militar, fue presidente de la comisión del Círculo de Oficiales de Aeronáutica y en 1960 fue designado subdirector del Centro de Instrucción Profesional de Aeronáutica. Fue agregado aeronáutico en la embajada de Argentina en Brasil y luego cumplió funciones en el Estado Mayor y en la Dirección General del Personal de Aeronáutica. Alcanzó el grado de comodoro y fue director de Administración de Personal.
Pasó a retiro en 1969, siendo desde ese año hasta 1973 gerente del Banco Ciudad de Buenos Aires. Luego fue presidente de la unión de cooperativas de viviendas del personal de la Fuerza Aérea.
En abril de 1976, semanas después del golpe de Estado del 24 de marzo, fue designado gobernador de facto de la provincia de Santa Cruz por la Junta Militar. En enero de 1977 suscribió un acuerdo con la empresa estatal Agua y Energía Eléctrica para llevar a cabo estudios de prefactibilidad para el aprovechamiento hidroeléctrico del río Santa Cruz.
Falleció el 7 de agosto de 1977 cuando el avión en el que viajaba (un Twin Otter de la Fuerza Aérea operado por Líneas Aéreas del Estado) se estrelló contra el cerro Paleta, situado a 18 kilómetros al noroeste de El Bolsón (provincia de Río Negro). En el accidente también falleció su esposa Begonia Felder Miren y los cuatro tripulantes pertenecientes a la IX Brigada Aérea. El matrimonio había asistido a la Fiesta Nacional de la Nieve en San Carlos de Bariloche y regresaba en un vuelo programado a Río Gallegos, con escalas intermedias en El Bolsón y Comodoro Rivadavia. Los restos fueron encontrados cuatro días más tarde por la inaccesibilidad del lugar. En la gobernación fue sucedido por Juan Carlos Favergiotti.
Un «Centro Educativo de Formación y Actualización Profesional» de Río Gallegos lleva su nombre.